# Leinach (Wüstung)
Leinach (auch Lynnach, Linnaw, mundartlich Linnä) ist eine mittelalterliche Wüstung auf dem Gebiet der kreisfreien Stadt Schweinfurt in Unterfranken. Der Ort wurde wahrscheinlich während des Mittelalters verlassen, konnte allerdings nach 1590 wiederbesiedelt werden. Bald darauf wurde er endgültig aufgegeben.

## Geografische Lage
Die Stelle der ehemaligen Siedlung wurde in den 1960er Jahren weitgehend überbaut und wird heute vom Schweinfurter Gewerbegebiet Hafen-Ost eingenommen. Wahrscheinlich lag das Dorf südlich des heutigen Altmains (Sennfelder See) und des Bahnhofs Schweinfurt Sennfeld, unweit der Stadtgrenze, nahe am Gemeindegebiet von Sennfeld. Zeitweise wurde in der Literatur allerdings die Wüstung Schmalfeld mit Leinach gleichgesetzt. Schmalfeld ist allerdings etwas weiter mainabwärts im Hafen-West zu finden. An der Stelle des ehemaligen Dorfes Leinach liegt die historische Flur Linnau, zwischen der Carl-Zeiß- und dem westlichen Abschnitt der Kurt-Römer-Straße. Auf historischen Katasterplänen ist die Flur noch eingezeichnet.

## Geschichte
Der Name des Dorfes geht wahrscheinlich auf seine Gründungsumstände zurück. Die sogenannten Leiner, Flussschiffer, die ihre Schiffe mit Menschenkraft treidelten, siedelten sich dort an und gaben dem Ort den Namen. Vielleicht trifft auch die Vermutung zu, dass der Name Leinach sich vom althochdeutschen Wort lena ableitet, was so viel wie kleiner Fluss bedeutet. Oeller führt außerdem an, dass sich der Name vom althochdeutschen linn ableitet, was so viel wie Spitzahorn bedeutet. Der Ort Leinach entstand wohl gegenüber dem Fischerrain, dem ältesten Teil der Stadt Schweinfurt.
Erstmals erwähnt wurde Leinach im Jahr 1313, als es in den Zinsbüchern der Deutschordensritter „Lynach“ genannt wurde. Im 15. Jahrhundert lag der Ort wahrscheinlich erstmals wüst. Zu diesem Zeitpunkt sind auch die ersten Verwechslungen mit dem ebenfalls brach liegenden Schmalfeld überliefert. Im Jahr 1590 tauchte das Dorf wiederum in den Quellen auf, damals wurde es „Linnaw“ genannt. Heute werden untertägige Reste des Dorfes vom Bayerischen Landesamt für Denkmalpflege als Bodendenkmal eingeordnet.